# Julia Henriksson
Julia Henriksson (* 11. Juli 2000 in Bjuv) ist eine schwedische Leichtathletin, die sich auf den Sprint spezialisiert hat. Aktuell ist sie Inhaberin des Landesrekordes im 200-Meter-Lauf.

## Sportliche Laufbahn
Erste Erfahrungen bei internationalen Meisterschaften sammelte Julia Henriksson im Jahr 2021, als sie bei den U23-Europameisterschaften in Tallinn mit 11,56 s im Halbfinale im 100-Meter-Lauf ausschied und auch über 200 Meter mit 23,55 s im Semifinale ausschied. Zudem kam sie mit der schwedischen 4-mal-100-Meter-Staffel im Finale nicht ins Ziel. Im Jahr darauf schied sie bei den Europameisterschaften in München mit 23,62 s in der Vorrunde im 200-Meter-Lauf aus und verpasste mit der Staffel mit 44,10 s den Finaleinzug. 2023 schied sie bei den Halleneuropameisterschaften in Istanbul mit 7,34 s im Halbfinale aus und im Juni wurde sie bei der 1. Liga der Team-Europameisterschaft im Zuge der Europaspiele in Chorzów in 11,52 s Sechste im B-Lauf über 100 Meter und wurde in 23,22 s Zweite im B-Lauf über 200 Meter. Zudem wurde sie mit der Staffel disqualifiziert. Im August startete sie über 200 Meter bei den Weltmeisterschaften in Budapest und schied dort mit 23,55 s im Vorlauf aus. Im Jahr darauf belegte sie bei den Europameisterschaften in Rom in 22,91 s den sechsten Platz über 200 Meter und schied über 100 Meter mit 11,27 s im Halbfinale aus. Im August schied sie bei den Olympischen Sommerspielen in Paris mit 11,26 s im Vorlauf über 100 Meter aus und schied über 200 Meter mit 22,88 s im Halbfinale aus.
2025 erreichte sie bei den Halleneuropameisterschaften in Apeldoorn das Halbfinale über 60 Meter und schied dort mit 7,26 s aus. Kurz darauf schied sie auch bei den Hallenweltmeisterschaften in Nanjing mit 7,35 s im Semifinale aus.
In den Jahren von 2022 bis 2024 wurde Henriksson schwedische Meisterin im 100-Meter-Lauf sowie 2023 und 2024 auch über 200 Meter. Zudem wurde sie von 2023 bis 2025 Hallenmeisterin über 60 und 200 Meter.

## Persönliche Bestleistungen
- 100 Meter: 11,19 s (+1,9 m/s), 15. Mai 2024 in Vari
  - 60 Meter (Halle): 7,22 s, 17. Februar 2024 in Karlstad
- 200 Meter: 22,69 s (+1,6 m/s), 17. August 2024 in Sollentuna (schwedischer Rekord)
  - 200 Meter (Halle): 22,84 s, 23. Februar 2025 in Växjö (schwedischer Rekord)